# Малука Льямас
Малука Льямас (ісп. Maluca Llamas; нар. 4 серпня 1962) — колишня мексиканська тенісистка.
Найвищу одиночну позицію світового рейтингу — 421 місце досягла 21 грудня 1986, парну — 207 місце — 3 серпня 1987 року.

## Фінали ITF

### Одиночний розряд (0–1)
| Результат | Ранг | Дата           | Турнір          | Покриття | Суперниця    | Рахунок  |
| Поразка   | 1.   | 8 вересня 1985 | Мехіко, Мексика | Ґрунт    | Сусана Рохас | 1–6, 3–6 |

### Парний розряд (3–2)
| Результат | Ранг | Дата            | Турнір                          | Покриття | Партнерка      | Суперниці                        | Рахунок       |
| --------- | ---- | --------------- | ------------------------------- | -------- | -------------- | -------------------------------- | ------------- |
| Перемога  | 1.   | 3 серпня 1986   | Керетаро, Мексика               | Ґрунт    | Лусіла Бесерра | Клаудія Ернандес Leticia Herrera | 4–6, 6–4, 6–4 |
| Перемога  | 2.   | 10 серпня 1986  | Леон (Мексика), Мексика         | Ґрунт    | Лусіла Бесерра | Клаудія Ернандес Leticia Herrera | 6–3, 6–3      |
| Поразка   | 1.   | 18 вересня 1986 | Мурсія, Іспанія                 | Ґрунт    | Лусіла Бесерра | Анне Аалонен Патрісія Гай-Буле   | 6–7, 3–6      |
| Поразка   | 2.   | 29 червня 1987  | Мехіко, Мексика                 | Тверде   | Лусіла Бесерра | Карін Баккум Теміс Замбржицькі   | 3–6, 4–6      |
| Перемога  | 3.   | 12 липня 1987   | Сан-Луїс-Потосі (штат), Мексика | Тверде   | Лусіла Бесерра | Джекі Мастерс Мішелл Парун       | 6–4, 7–6      |